# Oeuvre humanitaire et Mérite philantropique
Oeuvre humanitaire et Mérite philantropique – dwa prywatne odznaczenia przyznawane we Francji przez wspólną połączoną  Kapitułę ('’Comite de Recompenses Œuvre humanitaire et Mérite philantropique’’) za działalność humanitarną, filantropijną i szeroko rozumiane zaangażowanie społeczne.

## System odznaczeń
Odznaczenia są przyznawane w pięciu klasach wzorowanych na systemie Legii Honorowej:
- Médaille D`Bronze
- Médaille D`Argent
- Médaille D`Or
- Grande Médaille D`Argent
- Grande Médaille D`Or

Ponadto mogą być przyznane następujące odmiany tego ostatniego:
- Grande Médaille D`Or avec Ruban
- Grande Médaille D`Or avec Plaquette
- Grande Médaille D`Or Croix et Cordon

Czasem odznaczenia te bywają określane mianem Cywilnej Legii Honorowej

## Wygląd odznaczenia
- Odznakę Oeuvre humanitaire stanowi wzorowany na Legii Honorowej biały krzyż pięcioramienny pośrodku którego znajduje się okrągła tarczka przedstawiająca głowę kobiecą. Wokół głowy niebieska obwódka z napisem Œuvre humanitaire. Krzyż noszony na zielonej wstążce z zaznaczonymi na obrzeżu wąskimi paskami w barwach Francji.
- Odznakę Mérite philantropique stanowi biały krzyż z ramionami obwiedzionymi barwą czerwoną pośrodku którego znajduje się okrągła tarczka przedstawiająca głowę kobiecą. Wokół głowy czerwona obwódka z napisem Mérite Philantropique Francais. Krzyż noszony na zielonej wstążce z czerwonymi obrzeżami i czerwonym paskiem pośrodku.

W przypadku obu odznaczeń między krzyżem a wstążką znajduje się przywieszka w kształcie wieńca palmowego.

## Odznaczeni
Wśród odznaczonych Polaków są m.in.:
- Adam Witold Odrowąż-Wysocki
- Kazimierz Morawski
- Andrzej Nowicki
- Zbigniew Gertych
- Elżbieta Pietras
- Bożena Mirosława Dołęgowska-Wysocka
- Norbert Wójtowicz